# Cinema poètic ucraïnès
El cinema poètic ucraïnès fou un dels moviments artístics sorgits a la indústria cinematogràfica soviètica a mitjans de la dècada de 1960 amb el llançament de la pel·lícula Tini zabutykh predkiv.

## Història

### El cinema poètic
Durant els primers 20 anys del segle xx, el cinema ucraïnès va continuar desenvolupant-se tranquil·lament i el 1918 es va crear a Kyiv un estudi dedicat al cinema per part dels grans productors V. Gardin, H. Stabovyi i A. Lundin.
Els anys vint eren llavors sinònim de reconeixement internacional gràcies a Oleksandr Dovjenko. Aquests i altres directors van introduir el terme cinema poètic al cinema ucraïnès, afirmant-se davant del realisme social tan estimat pels productors de cinema soviètics.
Durant vint anys, la dominació de Dovzhenko sobre el cinema ucraïnès és total. El 1957, l'estudi de producció de Kíev va ser fins i tot rebatejat en honor seu.
Els anys seixanta i setanta van ser més silenciosos que els anys anteriors per al cinema ucraïnès i es van produir poques pel·lícules. No obstant això, aquestes dues dècades constitueixen l'època daurada del cinema ucraïnès amb algunes obres mestres com ara La carta perduda, de Borís Ívtxenko o El mes perillós de setembre, de Leonid Osyka.